# Juan Sarrachini
Juan Fernando Sarrachini Donati (Santa Fe, 29 de octubre de 1946 - Villa Amelia, Santa Fe, 27 de enero de 2012) fue un futbolista argentino. Jugaba en la posición de centrocampista. Su primer club fue Newell's Old Boys, actuando luego en el fútbol español.

## Carrera
Comenzó su carrera en 1965 en Newell's Old Boys. Jugó para ese equipo hasta 1969, habiendo anotado 6 goles en 74 presentaciones. 
Partió a España, donde jugaría en los siguientes años. Primero formó parte del RCD Mallorca, donde sólo estuvo una temporada. En 1970 fue fichado por el Hércules CF, equipo con el que jugaría hasta 1974, registrando sus actuaciones más destacadas de su carrera. 
Su última temporada como jugador fue en el AD Almería. Dejó el fútbol en 1975. 
Al retirarse regresó a su país y trabajó como entrenador de diversos equipos, entre ellos el Atlético Acebal y el Paraná FC.

## Fallecimiento
Falleció en Villa Amelia, Santa Fe, el 27 de enero de 2012 a los 65 años de edad.

## Clubes
| Club              | País      | Año       |
| ----------------- | --------- | --------- |
| Newell's Old Boys | Argentina | 1965-1969 |
| RCD Mallorca      | España    | 1969-1970 |
| Hércules CF       | España    | 1970-1974 |
| AD Almería        | España    | 1974-1975 |